# (5954) Epikouros
(5954) Epikouros (1987 QS1) – planetoida z grupy pasa głównego asteroid okrążająca Słońce w ciągu 3,83 lat w średniej odległości 2,45 j.a. Odkryta 19 sierpnia 1987 roku.